# Sascha Kotysch
Sascha Kotysch (Kirchheimbolanden, 2 oktober 1988) is een Duits voormalig voetballer. Kotysch speelde als verdediger. Sinds 2021 is hij jeugdtrainer bij OH Leuven.

## Carrière
Kotysch maakte als jeugdspeler de overstap van SV Gauersheim naar 1. FC Kaiserslautern. Hij stroomde uiteindelijk door naar het eerste elftal, waarvoor hij 43 keer uitkwam in de 2. Bundesliga. In 2010 maakte hij de overstap naar Sint-Truidense VV, waarvoor hij uiteindelijk 8,5 jaar zou spelen. Kotysch verliet de club heel even in 2012, maar doordat de spoeling achteraan heel dun was geworden door het uitvallen van Vincent Euvrard werd de Duitser midden september terug aangenomen. Ditmaal bleef hij tot januari 2019, toen hij naar OH Leuven trok. In april 2021 kondigde hij zijn afscheid van het profvoetbal aan wegens aanhoudende knieproblemen.

## Statistieken
| seizoen | club                    | land      | competitie             | wed. | goals |
| ------- | ----------------------- | --------- | ---------------------- | ---- | ----- |
| 2005/06 | 1. FC Kaiserslautern II | Duitsland | Regionalliga West      | 1    | 0     |
| 2006/07 | 1. FC Kaiserslautern II | Duitsland | Regionalliga West      | 13   | 0     |
| 2006/07 | 1. FC Kaiserslautern    | Duitsland | 2. Bundesliga          | 8    | 0     |
| 2007/08 | 1. FC Kaiserslautern    | Duitsland | 2. Bundesliga          | 21   | 0     |
| 2008/09 | 1. FC Kaiserslautern    | Duitsland | 2. Bundesliga          | 14   | 0     |
| 2008/09 | 1. FC Kaiserslautern II | Duitsland | Regionalliga West      | 3    | 0     |
| 2009/10 | 1. FC Kaiserslautern II | Duitsland | Regionalliga West      | 16   | 0     |
| 2010/11 | Sint-Truidense VV       | België    | Jupiler League         | 17   | 0     |
| 2010/11 | Sint-Truidense VV       | België    | Play-Off II A          | 0    | 0     |
| 2011/12 | Sint-Truidense VV       | België    | Jupiler League         | 23   | 1     |
| 2011/12 | Sint-Truidense VV       | België    | Play-Off III           | 4    | 1     |
| 2012/13 | Sint-Truidense VV       | België    | Tweede klasse          | 28   | 2     |
| 2013/14 | Sint-Truidense VV       | België    | Tweede klasse          | 24   | 0     |
| 2014/15 | Sint-Truidense VV       | België    | Tweede klasse          | 23   | 3     |
| 2015/16 | Sint-Truidense VV       | België    | Jupiler Pro League     | 9    | 1     |
| 2016/17 | Sint-Truidense VV       | België    | Jupiler Pro League     | 20   | 0     |
| 2017/18 | Sint-Truidense VV       | België    | Jupiler Pro League     | 20   | 0     |
| 2018/19 | Sint-Truidense VV       | België    | Jupiler Pro League     | 1    | 0     |
| 2018/19 | Oud-Heverlee Leuven     | België    | Proximus League        | 7    | 0     |
| 2018/19 | Oud-Heverlee Leuven     | België    | Play-Off III           | 6    | 1     |
| 2019/20 | Oud-Heverlee Leuven     | België    | Proximus League        | 9    | 1     |
| 2019/20 | Oud-Heverlee Leuven     | België    | Beker van België       | 1    | 0     |
| 2019/20 | Oud-Heverlee Leuven     | België    | Finale Proximus League | 1    | 0     |
| 2020/21 | Oud-Heverlee Leuven     | België    | Jupiler Pro League     | 20   | 2     |
|         |                         |           | Totaal                 | 275  | 12    |

1 Leysen ·
3 Shlomo ·
5 Ngawa ·
6 Dom ·
7 Thorsteinsson ·
8 Schrijvers ·
9 Brunes ·
10 Holzhauser ·
11 Banzuzi ·
13 Kiyine ·
14 Ricca ·
15 N'Dri ·
16 Prévot ·
17 Mueanta ·
18 Miguel ·
20 Mendyl ·
21 Opoku ·
22 Calut ·
23 Schingtienne ·
28 Pletinckx ·
33 Maertens  ·
37 Taildeman ·
38 Ravet ·
43 Nsingi ·
52 Sagrado ·
77 Vlietinck ·
88 Maziz ·
Coach: García